# María Eugenia Rodríguez
Pour les articles homonymes, voir Rodríguez.
María Eugenia Rodríguez Quijano, née le 1er mars 1971, est une coureuse de fond colombienne spécialisée en course en montagne. Elle est vice-championne du monde de course en montagne longue distance 2004 et double championne d'Amérique du Sud de course en montagne.

## Biographie
María remporte son premier titre de championne de Colombie de course en montagne en 1997. Elle se révèle véritablement en 2004 lors d'un voyage en Suisse où elle décroche plusieurs podiums. Après avoir terminé troisième à Thyon-Dixence, elle prend le départ de la célèbre course Sierre-Zinal qui accueille l'édition inaugurale du Challenge mondial de course en montagne longue distance. Grande favorite, la Française Isabelle Guillot mène la première moitié de course puis fatigue. La Suissesse Angéline Flückiger-Joly reprend la tête de course et remporte le titre. María en profite également pour doubler Isabelle en fin de course et décrocher la médaille d'argent,.
Le 12 août 2007, elle prend part à la deuxième édition des championnats d'Amérique du Sud de course en montagne à Caracas. Annoncée comme favorite, elle assume son rôle et parvient à battre la locale Cruz Salazar pour remporter le titre. Elle décroche de plus la médaille d'or au classement par équipes. Avec son titre en poche, elle prend part au Trophée mondial de course en montagne à Ovronnaz où elle termine cinquième.
En 2009, elle fait ses débuts dans la discipline de course d'escaliers et obtient son premier succès à la Tour Colpatria qu'elle réitère l'année suivante. Elle remporte également les courses du Carter+Burgess Plaza à Fort Worth et de la Tour CN à Toronto en 2011.
Le 11 août 2012, elle domine les championnats d'Amérique Sud de course en montagne à Aratoca. Elle s'impose avec quatre minutes d'avance sur sa compatriote Johana Riveros et décroche à nouveau l'or par équipes.
Elle fait preuve d'une bonne longévité en décrochant son ticket pour les championnats du monde de course en montagne longue distance 2019 à Villa La Angostura. Elle y abandonne cependant.

## Palmarès
| no  | féminin            | Course                                                  | Longueur | Départ            | Temps           |
| --- | ------------------ | ------------------------------------------------------- | -------- | ----------------- | --------------- |
| 38e | Médaille de bronze | Thyon-Dixence                                           | 16,35 km | 1er août 2004     | 1 h 29 min 35 s |
| 42e | Médaille d'argent  | Challenge mondial de course en montagne longue distance | 31 km    | 8 août 2004       | 3 h 10 min 53 s |
| 38e | Médaille d'argent  | Course du Cervin                                        | 12,49 km | 22 août 2004      | 1 h 19 min 39 s |
| 1re | Médaille d'or      | Championnats d'Amérique du Sud de course en montagne    | 10 km    | 12 août 2007      | 46 min 29 s     |
| 5e  | 5e                 | Trophée mondial de course en montagne                   | 8,3 km   | 15 septembre 2007 | 41 min 38 s     |
| 2e  | Médaille d'argent  | Championnats d'Amérique du Sud de course en montagne    | 8 km     | 1er août 2009     | 42 min 52 s     |
| 1re | Médaille d'or      | Championnats d'Amérique du Sud de course en montagne    | 7,5 km   | 11 août 2012      | 45 min 18 s     |
| 17e | Médaille d'or      | KV Alto de Letras                                       | 5,0 km   | 16 août 2024      | 1 h 0 min 46 s  |

## Records
| Épreuve       | Performance | Date        | Lieu   |
| ------------- | ----------- | ----------- | ------ |
| 15 kilomètres | 57 min 18 s | 27 mai 2012 | Bogota |